# Attenti a quei due - La sfida (seconda edizione)
(Biagio Izzo dopo la presentazione del premio di consolazione)
La seconda edizione di Attenti a quei due - La sfida è andato in onda dal 13 gennaio 2012 al 2 marzo 2012, con la conduzione di Paola Perego affiancata da Biagio Izzo.
In questa edizione gli sfidanti non erano più sempre gli stessi ma cambiavano a ogni puntata. Il 17 febbraio il programma non andò in onda e lasciò il posto al Festival di Sanremo 2012. Nella quinta puntata il programma conquistò la diretta tv. Visti gli ottimi ascolti il programma non terminò alla quinta puntata ma alla settima. L'orchestra del programma è stata diretta dal maestro Stefano Palatresi.

## Sfidanti
- Prima puntata: Loretta Goggi vs Antonella Clerici[1]
- Seconda puntata: Carlo Conti vs Paolo Bonolis[2]
- Terza puntata: Al Bano vs Pupo
- Quarta puntata: Lorella Cuccarini vs Mara Venier
- Quinta puntata: Fabrizio Frizzi vs Giancarlo Magalli
- Sesta puntata: Max Giusti vs Vincenzo Salemme
- Settima puntata: Paola Perego vs Biagio Izzo

## Ospiti
- Prima puntata: Ricchi e Poveri, Luca Canonici, Neri per Caso, Massimo Ciavarro, Francesco Pannofino e Walter Nudo
- Seconda puntata: Alex Britti, The Trammps, Emanuela Aureli, Elena Santarelli, Maria Mazza, l'Alieno di Avanti un altro!, Benito Urgu, Flavia Fortunato e Marco Berry
- Terza puntata: Gigliola Cinquetti, Orietta Berti, i Formula 3, I Cugini di Campagna, Matilde Brandi, Pamela Camassa e Rosalia Porcaro
- Quarta puntata: Fausto Leali, Edoardo Vianello, Gigi Finizio, Enzo Gragnaniello, Gian Piero Galeazzi, Stefano Masciarelli, Giucas Casella, Antonio Rossi, Fabio Fulco, Martufello e Gerardo Amato
- Quinta puntata: Maurizio Vandelli, I Camaleonti, I Giganti, Marcella Bella, Elena Ossola, Melita Toniolo, Barbara Di Palma, Gegia, Marco Berry e Nando Paone
- Sesta puntata: Giorgio Mastrota, Maurizio Casagrande, Peppino Di Capri, Donatella Rettore, Audio 2, Paola & Chiara, Cloris Brosca, Lisa Fusco e Sofia Bruscoli
- Settima puntata: Giorgio Mastrota, Al Bano, Marco Berry, Don Backy, Fiordaliso, I Cugini di Campagna, i New Trolls, Elenoire Casalegno, Melissa Satta, Sergio Arcuri, Costantino Vitagliano, Manlio Dovì e Mimmo Foresta

## Ascolti
| Puntata | Messa in onda    | Telespettatori | Share  |
| ------- | ---------------- | -------------- | ------ |
| 1       | 13 gennaio 2012  | 5 205 000      | 19,99% |
| 2       | 20 gennaio 2012  | 4 927 000      | 19,74% |
| 3       | 27 gennaio 2012  | 4 814 000      | 18,56% |
| 4       | 3 febbraio 2012  | 4 404 000      | 17,13% |
| 5       | 10 febbraio 2012 | 4 736 000      | 17,48% |
| 6       | 24 febbraio 2012 | 4 104 000      | 15,97% |
| 7       | 2 marzo 2012     | 3 928 000      | 16,35% |
| Media   | Media            | 4 588 000      | 17,88% |